# Витман (Аризона)
Витман (енгл. Wittmann) насељено је место без административног статуса у америчкој савезној држави Аризона.

## Демографија
По попису из 2010. године број становника је 763.
| Група             | 2000.    | 2010.       |
| Белци             | 0 (0,0%) | 431 (56,5%) |
| Афроамериканци    | 0 (0,0%) | 1 (0,1%)    |
| Азијати           | 0 (0,0%) | 5 (0,7%)    |
| Хиспаноамериканци | 0 (0,0%) | 299 (39,2%) |
| Укупно            | 0        | 763         |